# Nesobasis selysi
Nesobasis selysi là một loài chuồn chuồn kim trong họ Coenagrionidae.
Nesobasis selysi được Tillyard miêu tả khoa học năm 1924.